# Lijst van toeristische resorts in Suriname
Dit is een lijst van toeristische resorts in Suriname, waar ecotoerisme, bezoek en verblijf, wordt aangeboden.

## Brokopondo
- Afobaka
- Berg en Dal
- Brownsberg Natuurpark
- Matu Island
- Stoneiland

## Commewijne
- Bakkie
- Frederiksdorp
- Matapica
- Peperpot Natuur Park

## Marowijne
- Galibi

## Nickerie
- Bijzonder Beheersgebied Bigi Pan

## Para
- Bersaba
- Blaka Watra
- Colakreek
- Overbridge River Resort
- Republiek
- Vierkinderen

## Sipaliwini
- Apoera
- Arapahu
- Aurora, Anaula
- Awaradam
- Bakaaboto
- Botopasi
- Corneliskondre
- Danta Bai
- Djoemoe, Danpaati
- Fredberg
- Goddo, Apiapaati
- Isadou
- Kabalebo Nature Resort
- Kajana
- Kninipaati
- Kwai Kwai
- Kwamalasamoetoe
- Paloemeu
- Raleighvallen, Fungu-eiland
- Sipaliwinisavanne
- Tafelberg
- Tang Loekoe
- Wanawiro Natuurpark

## Wanica
- Santigron
- White Beach